# 友愛外交
友愛外交（ゆうあいがいこう）とは、民主党の鳩山由紀夫が提唱した“日本と価値観の異なる国に対して互いの立場を認め合いながら、共存共栄をしていく”という趣旨の外交方針。鳩山由紀夫内閣の外交政策の理念となっている。

## 概要
民主党代表・鳩山由紀夫は、自由民主党の安倍晋三・福田康夫・麻生太郎の各内閣が推進して来た価値観外交に嫌悪感を表明し、日本と価値観が異なる国家体制を尊重しながら、「友愛が導く国家目標」として「東アジア共同体」を創設し、アジア共通通貨の実現を訴えている。

### 東アジア共同体構想
2009年10月9日、鳩山由紀夫内閣の岡田克也外務大臣は、「東アジア共同体」構想について、「日本、中国、韓国、東南アジア諸国連合(ASEAN)、インド、オーストラリア、ニュージーランドの範囲で（構成を）考えたい」と述べ、米国を正式な加盟国としない形で創設を目指す考えを表明した。
2009年11月、APEC首脳会議に鳩山首相が出席し、東アジア共同体構想をアピールしたが、シンガポールなどアジア4カ国は、米国と「環太平洋パートナーシップ協定」を取り決めた。『産経新聞』は「日本を除いたアジア統合が進められる可能性がある」と報じた。

## 歴史認識問題
2008年、民主党の最新政策を網羅した「政策INDEX2008」の冒頭に「戦後処理問題」を提示し「国立国会図書館法改正案」の成立や慰安婦への謝罪と賠償などを行っていくことを宣言した。また、次の項目は「靖国問題・国立追悼施設の建立」で、「A級戦犯」が合祀される靖国神社への首相参拝を批判している。
2009年9月4日、鳩山は韓国の権哲賢駐日大使と会談し、「鳩山由紀夫内閣は歴史認識でも過去を直視できる政権になる。それが自民党政権との違いだ。友愛精神の下で韓日関係を両国間の関係だけではなく、多国間関係に発展させる」と述べた。
2009年10月7日、岡田克也は日本外国特派員協会での講演で、「韓国・日本・中国共通の教科書を作るのが最も理想的」「いまや言葉よりも行動をする時」と述べた。

## 中国共産党との関係
2002年6月26日、民主党の代表だった鳩山は江沢民総書記に会見。「中国人民を率いて近代化を進め、大きな成果を収めたことに敬服している。中国共産党と中国人民が閣下の英明な指導のもと、偉大な国家を建設する道を進む過程で、一層大きな成果を収めることを願っている」と中国共産党と江を賞賛し、江と一緒に記念撮影ができたことを「光栄なこと」と喜び、感謝した。江からは、「歴史を鑑に、未来に目を向けなければならない」といわれ、「日本は対外侵略戦争を起こした歴史に厳粛に対処、真剣に反省すべきで、再び周辺国に危害を与えるようなことをしてはならない」と返答した。
2007年11月、鳩山は民主党が主催した中国からの独立を要求しているウイグル族の人権活動家ラビア・カーディルを招いての勉強会を中国に対する配慮から中止させた。同党幹部は、この措置について、「独立を唱えていないダライ・ラマ14世は良いが、ウイグルは違う」と説明している。なお、勉強会は価値観外交を推進する中川昭一の主催により開催されている。 
2007年11月23日、民主党の幹事長だった鳩山はダライ・ラマ14世と会談し、14世が中国に求めている「高度な自治」を支持する考えを表明し、「力強くサポートさせていただく」と約束した。
2009年6月3日、鳩山は中国の崔天凱駐日大使と会談し、北朝鮮が行った核実験に対して、「対話を通じて交渉していかなくてはならない。強硬に出ればいいという問題ではない」と引き続き対話すること、靖国神社参拝問題についても参拝を行わないことを約束した。崔は、「民主党のこれまでの歴史認識は正しい。政権交代が実現したら、日中関係はさらに発展する」と評価した。
2009年9月23日、内閣総理大臣に就任した鳩山由紀夫は中国共産党の胡錦濤総書記と会談し、チベット問題は「中国の内政の問題と理解している」と述べた。

## 韓国との関係
2001年5月1日、鳩山を団長とした民主党の議員団が訪韓。韓国議員団から『教科書問題について韓国国民は真実と違うことが書かれていることを憂慮していること、在日韓国人の地方参政権の立法作業が進んでいないのは残念である』と遺憾の意を伝えられると、鳩山は韓国に謝罪をするとともに、民主党が政権に就けば解決できる問題であり、そのためにも早期に民主党政権を樹立しなければならないと述べた。
2001年5月2日、民主党の議員団の団長である鳩山は韓国の記者との会見で、扶桑社発行の中学歴史教科書について、「いたずらに歴史というものの事実を日本側にとって美化しようとしたことは明らか。そのような偏狭なナショナリズムを持った教科書が採用されることはあってはならない」と指摘し、「各地域の教育委員会で採択され、どんどん使用されていくことは望ましいことではない」と述べた。
2001年5月9日、鳩山訪韓団の歴史教科書問題への発言について、民主党の松原仁や小泉俊明らは、「発言が韓国当局の教科書批判に、正当性の根拠を与えたとすれば、不適切との謗そしりを免れない」と非難をしたが、鳩山は、「その教科書は望ましいとは思っていない。検定による修正で137箇所直っているが、思想的な部分は変わらないことは教科書の著者も認めている」と韓国側の主張を改めて強調し、これらの意見を一蹴した。

## 評価

### 東アジア共同体
韓国では、「鳩山由紀夫のアジア重視外交構想は、福沢諭吉が主張した脱亜入欧との確実な決別宣言である」と評価されている。また、「対等な日米関係」とした外交安保政策は、「自主外交」を掲げた盧武鉉政権と表現が違うだけで同じものであると評されている。

### 鳩山談話
韓国では、「村山談話には天皇責任についての言及がなかったが、これまでの鳩山由紀夫の活動から、売国行為として名高い村山談話を凌駕した鳩山談話が出されるであろう」と期待されていた。

## 批判
- 『ニューヨーク・タイムズ』は、鳩山の「東アジア共同体構想」について、「中国に接近する一方、米国の影響力を徐々に排除していく趣旨の内容となっている」と指摘した[13]。欧米の専門家は「領有権問題や経済格差などの要因から構想の実現は困難である」「“反アメリカ主義”はオバマ大統領も相手にしないだろう」と批判した[14]。
- 『サーチナ』は、「安易に共同体構想を掲げ、理想郷であるかのような幻想を抱くことは危険である」とする一日本人の意見を掲載した[15]。
- 評論家の石平は、日本文化チャンネル桜『日本よ、今...「闘論!倒論!討論!2009」』の2009年9月11日放送「どうなる!?日本の外交・安全保障」にて、「中国人は混乱している。友愛という言葉は中国古典と覇道にはない。男が女を釣る場合にだけ使われる言葉だ」、「民主党の国防、特に対中国姿勢に大いに危惧する」と述べた[16]。